# Campeonato Carioca de Futebol de 1977
O Campeonato Carioca de Futebol de 1977 foi a 79.ª edição da principal divisão do futebol no Rio de Janeiro e a primeira que envolveu Flamengo e Vasco em uma decisão de estadual. O campeonato Carioca de Futebol de 1977 foi conquistado pelo Club de Regatas Vasco da Gama após vencer os dois turnos. Na final do returno, e consequentemente, na conquista do título, o Vasco derrubou o seu maior rival em uma emocionante disputa de penalidades máximas, após o 0 X 0 no tempo normal e na Prorrogação. A equipe de São Januário, acabou campeã, após o goleirão Mazzarópi, pegar o pênalti do então juvenil Tita, Zico ainda chegou a empatar a disputa em 4 x 4, mas Roberto Dinamite bateu firme a última cobrança, sem chances para Cantarelli e deu o título carioca a equipe cruzmaltina, 5 X 4 nos pênaltis.
Foi disputado pelos mesmos 15 times do campeonato de 1976: Flamengo, Vasco, Fluminense, Botafogo, America, Bangu, Olaria, São Cristóvão, Bonsucesso, Campo Grande, Madureira, Portuguesa, Americano, Goytacaz e Volta Redonda. Outra curiosidade, foi que na disputa desse torneio, o Goleiro Mazzarópi, ficou sem tomar gols desde a penúltima partida do primeiro turno, e durante todo o segundo turno. Esse feito, é até hoje um recorde mundial. No total, foram 1.816 minutos sem sofrer gol. Um total de 20 partidas. Mazarópi só voltou a tomar gol no estadual, na segunda partida do VASCO DA GAMA, do estadual de 1978.
A média de público foi de 11.895 torcedores pagantes por jogo.

## Classificação

### 1º Turno (Taça Guanabara)
| Classificação | Classificação | Classificação | Classificação | Classificação | Classificação | Classificação | Classificação | Classificação | Classificação |
| Pos           | Time          | PG            | J             | V             | E             | D             | GP            | GS            | SG            |
| ------------- | ------------- | ------------- | ------------- | ------------- | ------------- | ------------- | ------------- | ------------- | ------------- |
| 1             | Vasco da Gama | 26            | 14            | 13            | 0             | 1             | 40            | 5             | +35           |
| 2             | Flamengo      | 23            | 14            | 11            | 1             | 2             | 38            | 10            | +28           |
| 3             | Botafogo      | 22            | 14            | 10            | 2             | 2             | 36            | 6             | +30           |
| 4             | Fluminense    | 21            | 14            | 10            | 1             | 3             | 27            | 6             | +21           |
| 5             | America       | 20            | 14            | 8             | 4             | 2             | 18            | 12            | +6            |
| 6             | Bonsucesso    | 13            | 14            | 5             | 3             | 6             | 15            | 18            | -3            |
| 7             | Bangu         | 12            | 14            | 1             | 10            | 3             | 11            | 19            | -8            |
| 8             | São Cristóvão | 11            | 14            | 4             | 3             | 7             | 14            | 27            | -13           |
| 9             | Americano     | 11            | 14            | 3             | 5             | 6             | 15            | 17            | -2            |
| 10            | Olaria        | 11            | 14            | 3             | 5             | 6             | 14            | 27            | -13           |
| 11            | Goytacaz      | 10            | 14            | 2             | 6             | 6             | 8             | 17            | -9            |
| 12            | Volta Redonda | 8             | 14            | 2             | 4             | 8             | 8             | 22            | -14           |
| 13            | Madureira     | 8             | 14            | 2             | 4             | 8             | 6             | 27            | -21           |
| 14            | Portuguesa    | 7             | 14            | 3             | 1             | 10            | 7             | 19            | -12           |
| 15            | Campo Grande  | 7             | 14            | 2             | 3             | 9             | 8             | 33            | -25           |

### 2º Turno (Taça Manoel do Nascimento Vargas Netto)
| Classificação | Classificação | Classificação | Classificação | Classificação | Classificação | Classificação | Classificação | Classificação | Classificação |
| Pos           | Time          | PG            | J             | V             | E             | D             | GP            | GS            | SG            |
| ------------- | ------------- | ------------- | ------------- | ------------- | ------------- | ------------- | ------------- | ------------- | ------------- |
| 1             | Vasco da Gama | 26            | 14            | 12            | 2             | 0             | 29            | 0             | +29           |
| 1             | Flamengo      | 26            | 14            | 12            | 2             | 0             | 37            | 2             | +35           |
| 3             | Fluminense    | 23            | 14            | 11            | 1             | 2             | 30            | 7             | +23           |
| 4             | Botafogo      | 18            | 14            | 8             | 2             | 4             | 26            | 10            | +16           |
| 5             | Bangu         | 16            | 14            | 8             | 0             | 6             | 17            | 14            | +3            |
| 6             | Portuguesa    | 15            | 14            | 6             | 3             | 5             | 16            | 16            | 0             |
| 7             | America       | 13            | 14            | 4             | 5             | 5             | 14            | 15            | -1            |
| 8             | São Cristóvão | 13            | 14            | 4             | 5             | 5             | 12            | 14            | -2            |
| 9             | Volta Redonda | 11            | 14            | 3             | 5             | 6             | 11            | 17            | -6            |
| 10            | Bonsucesso    | 10            | 14            | 3             | 4             | 7             | 12            | 19            | -7            |
| 11            | Olaria        | 10            | 14            | 4             | 2             | 8             | 12            | 14            | -2            |
| 12            | Madureira     | 9             | 14            | 3             | 3             | 8             | 8             | 29            | -21           |
| 13            | Americano     | 7             | 14            | 1             | 5             | 8             | 5             | 21            | -16           |
| 14            | Campo Grande  | 7             | 14            | 3             | 1             | 10            | 6             | 25            | -19           |
| 15            | Goytacaz      | 6             | 14            | 1             | 4             | 9             | 5             | 27            | -22           |

#### Decisão do 2º Turno
28/09/1977 Vasco da Gama 0-0 Flamengo (Nos pênaltis: Vasco da Gama 5-4 Flamengo)

## O jogo do título[2]
| 28 de setembro | Flamengo | 0 – 0         | Vasco | Maracanã                                                        |
|                |          | (prorrogação) |       | Público: 152,059 Renda: Cr$6.162.851,50 Árbitro: Giese do Couto |

Flamengo: Cantarelli, Ramírez (Tita), Rondinelli, Dequinha e Júnior; Merica (Vanderlei), Adílio e Osni; Toninho, Cláudio Adão e Zico. Técnico: Cláudio Coutinho
Vasco: Mazarópi, Orlando, Abel, Geraldo e Marco Antônio; Zé Mário, Zanata (Helinho) e Dirceu; Wilsinho, Roberto Dinamite e Paulinho (Zandonaide). Técnico: Orlando Fantoni
|                                    |       | Penalidades                                         |  |
| Júnior Cláudio Adão Osni Tita Zico | 4 – 5 | Paulinho Orlando Dirceu Zandonaide Roberto Dinamite |  |

## Premiação
| Campeonato Carioca de 1977          |
| Rio de Janeiro                      |
| ----------------------------------- |
| VASCO DA GAMA Campeão (14.º título) |

## Time-base do Vasco da Gama
Mazzaropi, Orlando, Abel, Geraldo e Marco Antônio; Zé Mário, Zanata (Paulo Roberto, Helinho) e Dirceu (Guina, Zandonaide); Wilsinho (Luís Fumanchu), Roberto e Ramón (Paulinho).
Técnico: Orlando Fantoni

## Jogos do campeão
Primeiro Turno (Taça Guanabara) -  Vasco campeão
Data	           Adversário	Placar	Gols-Vasco
27.03.1977	Goytacaz	2-1	Roberto(2) 
03.04.1977	Bangu	        6-0	Ramón(2), Orlando(2), Roberto, Luís Fumanchu
06.04.1977	Campo Grande	4-0	Roberto, Ramón, Luís Fumanchu, Orlando
10.04.1977	América	        0-1
13.04.1977	Olaria	        3-0	Roberto, Dirceu, Luís Fumanchu
17.04.1977	Madureira	7-1	Zanata(2), Luís Fumanchu, Roberto(2), Ramón(2)
24.04.1977	Flamengo	3-0	Zanata, Roberto(2)
27.04.1977	São Cristóvão	3-0	Roberto, Ramón, Marco Antônio
01.05.1977	Volta Redonda	1-0	Zanata
08.05.1977	Fluminense	1-0	Ramón
15.05.1977	Portuguesa	3-1	Roberto, Luís Fumanchu, Dirceu
18.05.1977	Bonsucesso	2-1	Roberto(2)
25.05.1977	Americano	3-0	Ramón(2), Roberto
29.05.1977	Botafogo	2-0	Roberto  
Segundo Turno - VASCO campeão
Data	Adversário	Placar	Gols-Vasco
17.07.1977	Campo Grande	2-0	Abel, Orlando
24.07.1977	Portuguesa	3-0	Ramón, Roberto(2)
27.07.1977	Bonsucesso	3-0	Paulo Roberto, Roberto, Paulinho
31.07.1977	Americano	2-0	Ramón, Marco Antônio
07.08.1977	Flamengo	0-0	
17.08.1977	Goytacaz	5-0	Roberto(2), Dirceu, Paulinho, Zandonaide
21.08.1977	Botafogo	2-0	Dirceu, Roberto
04.09.1977	América	        2-0	Helinho, Roberto
07.09.1977	São Cristóvão	1-0	Helinho
10.09.1977	Madureira	2-0	Helinho, Jorginho(contra)
13.09.1977	Olaria	        3-0	Ramón(2), Paulinho
18.09.1977	Volta Redonda	0-0	
21.09.1977	Bangu	        2-0	Roberto(2)
25.09.1977	Fluminense	2-0	Paulinho, Edinho(contra)		
28.09.1977 *	Flamengo	0-0
(5-4 pen.) Partida extra		
Resumo
Colocação: Campeão
Campanha: 25 V, 3 E, 1 D; 69 GP, 5 GC
Artilheiro do Vasco: Roberto, 25

## Público e Renda
No Campeonato Carioca de 1977 foram disputados 212 jogos , que gerou uma renda total de: Cr$ 70.739.105,00 e uma média de Cr$ 333.675,02. O público total foi de: 2.509.816 e média foi de 11.839 pagantes por jogo.
Top-5 arrecadação:
1- Vasco: Cr$ 14.896.111,09
2- Flamengo: Cr$ 12.097.987,29
3- Botafogo: Cr$ 7.503.487,91
4- Fluminense: Cr$ 6.478.368,36
5- América: Cr$ 2.823.083,36